# Массовое убийство в начальной школе в Сэнди-Хук
Массовое убийство в начальной школе в Сэнди-Хук — массовое убийство в начальной школе в Сэнди-Хук (район города Ньютаун, штат Коннектикут, США). Утром 14 декабря 2012 года 20-летний Адам Питер Лэнза застрелил дома свою мать, затем приехал в школу, где убил двадцать детей шести-семилетнего возраста, шестерых взрослых и ранил ещё двух человек, после чего покончил жизнь самоубийством. Всего от его рук погибли 27 человек. Это массовое убийство стало вторым по числу убитых в начальной школе в истории США после массового убийства в школе «Бат» в мае 1927 года и третьим — по числу убитых в учебном заведении США, уступая также массовому убийству в Виргинском политехническом институте в апреле 2007 года.
В ноябре 2013 года офис прокурора штата Коннектикут опубликовал исчерпывающий отчёт о расследовании. Было установлено, что Лэнза планировал свои действия заранее и в одиночку, но не было найдено достаточных улик, объясняющих, почему он совершил преступление, и причины, по которым он избрал школу «Сэнди-Хук».

## Предыстория

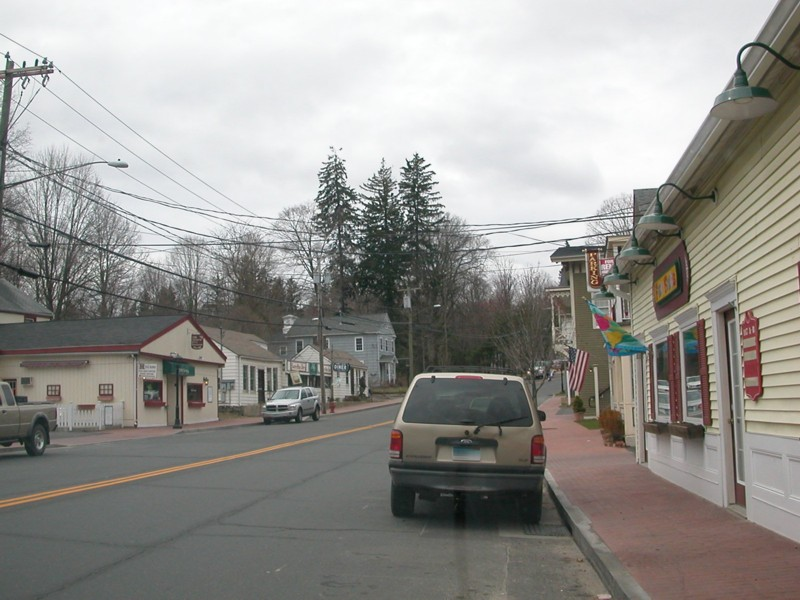
Сэнди-Хук в 2007 году

По состоянию на ноябрь 2012 года в начальной школе «Сэнди-Хук» было зарегистрировано 456 учащихся, от подготовительной группы до четвёртого класса. Согласно информации представителей школы, в школе был недавно установлен домофон с видеокамерой. После прибытия учеников двери в школу запирались в 9:30 утра.
Ньютаун известен как тихий провинциальный город, в котором проживают менее 28 тысяч жителей. Уровень преступности очень низок, за последние десять лет до происшествия в городе было зарегистрировано лишь одно убийство.

## Происшествие в школе
В некоторое время до 9:30 утра в пятницу, 14 декабря 2012 года, Адам Питер Лэнза застрелил из винтовки Savage Mark II калибра .22LR свою мать, пятидесятидвухлетнюю Нэнси Лэнза, в своём доме в Ньютауне. Впоследствии Нэнси была обнаружена мёртвой в своей постели с четырьмя пулевыми ранениями в голову. Затем Адам Лэнза сел в автомобиль матери и поехал к начальной школе «Сэнди-Хук».

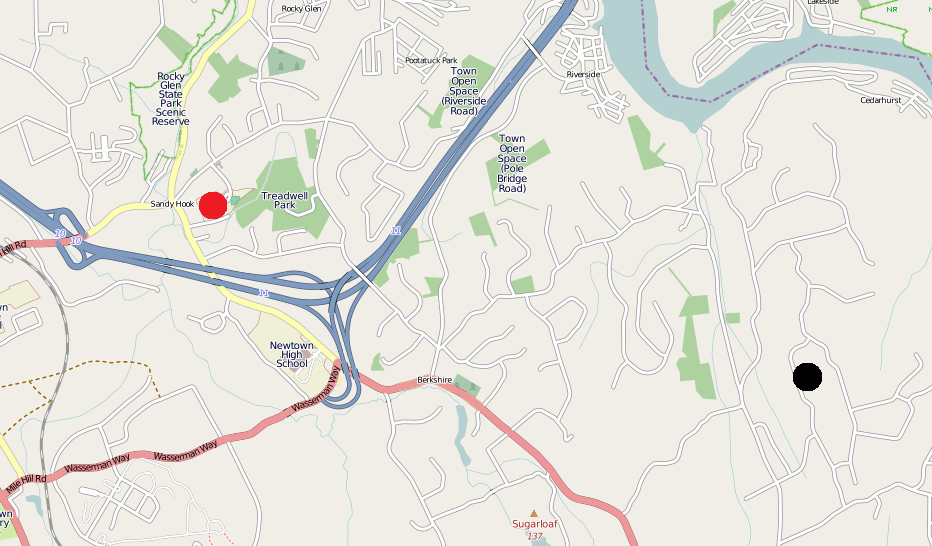
начальная школа Сэнди-Хук
дом Нэнси и Адама Лэнзы

Приблизительно в 9:35 утра, используя полуавтоматическую винтовку матери, Bushmaster, Лэнза прострелил запертые стеклянные двери центрального входа школы. Он был одет в чёрное обмундирование военного стиля и бронежилет. Свидетели позже отмечали, что первоначальные выстрелы были слышны через систему школьного радиооповещения.
Директор школы Дон Хокспранг (Dawn Hochsprung) и штатный психолог Мэри Шерлак (Mary Sherlach) проводили собрание с работниками школы, когда снаружи начали раздаваться выстрелы. Хокспранг и Шерлак выбежали из комнаты на звуки и обнаружили Лэнзу. Обе женщины погибли, пытаясь остановить преступника. Возможно, Хокспранг удалось включить школьную систему радиооповещения, так как девятилетний школьник, находившийся в спортзале, позже сообщил, что слышал через громкоговоритель, как стрелок прокричал «Подними руки!» и кто-то ответил «Не стреляйте!». Далее были слышны крики и многочисленные выстрелы, и находившиеся в спортзале дети и учитель спрятались в подсобном помещении. Дайан Дэй (Diane Day), школьный врач, присутствующая на встрече с директором, сказала, что услышала крики, после чего раздались многочисленные выстрелы. Преподаватель Натали Хэммонд (Natalie Hammond), присутствующая на собрании, подпёрла дверь своим телом и получила ранения в руку и ногу от выстрелов сквозь дверь.
В классной комнате первоклассников Лорен Руссо (Lauren Rousseau), с октября замещающая учительницу, ушедшую в декретный отпуск, была убита выстрелом в лицо. Все ученики её класса были также расстреляны, но одной шестилетней девочке чудом удалось выжить. Она рассказала, что притворилась мёртвой и не шевелилась, пока не стихли шумы в школе. После этого она выбежала на улицу, покрытая кровью, и стала одной из первых детей, покинувших школу. По словам её матери, она ей сказала: «Мама, со мной всё в порядке, но все мои друзья умерли». Она описала убийцу как «очень злого мужчину».
События в другой классной комнате остаются не до конца ясными. Выжившие первоклассники описывают, что их учительница, двадцатисемилетняя Виктория Сото (Victoria Soto), пыталась спрятать учеников в шкафы и тумбочки. Когда Лэнза ворвался в комнату, Сото сказала, что ученики находятся в актовом зале. Некоторые дети попытались выскочить из укрытий и выбежать из класса, но были убиты преступником. Сото бросилась на защиту учеников и была застрелена. Шесть выживших учеников впоследствии выбрались из тумбочек, выбежали из школы и спрятались в соседнем доме. По словам родителей одного шестилетнего мальчика, им удалось выбежать из класса после того, как преступник застрелил их учительницу.
Энн Мари Мёрфи (Anne Marie Murphy), помощница учителя по работе с учениками, нуждающимися в особом внимании, закрыла своим телом шестилетнего Дилана Хокли от выстрелов, но они погибли вместе. Рэйчел Дэвино (Rachel D’Avino), устроившаяся на работу чуть более недели назад и работающая с этими же детьми, также погибла, пытаясь защитить своих учеников.
Школьная медсестра, шестидесятилетняя Сара Кокс (Sarah Cox), спрятавшаяся под рабочим столом, описывала, что Лэнза, войдя в её кабинет, находился в шести метрах от неё, потом повернулся и вышел. Она и секретарь Барбара Холстед (Barbara Halstead), перезвонив в службу спасения 911, впоследствии прятались в шкафу с медикаментами на протяжении часа.
Двадцатидевятилетняя учительница Кэйтлин Ройг (Kaitlin Roig) спрятала четырнадцать своих учеников в туалете, попросила их не шуметь и забаррикадировала дверь. Библиотекари Ивонн Сек (Yvonne Cech) и Мэриэнн Джейкоб (Maryann Jacob) спрятали восемнадцать детей в подсобном помещении и забаррикадировали дверь шкафом.
Учитель музыки, пятидесятилетняя Мэрироуз Кристопик (Maryrose Kristopik), забаррикадировалась с четвероклассниками в небольшом подсобном помещении. Они описывают, что Лэнза барабанил в их дверь, крича «Впустите меня!».
Учительница Эбби Клементс (Abbey Clements) спасла жизнь двух третьеклассников, затащив и спрятав их в своём классе. В момент атаки они шли по коридору, неся список учащихся в офис школы.
Учитель чтения, Лора Файнстайн (Laura Feinstein), спасла двух учеников, прятавшись с ними под рабочим столом в течение сорока минут, пока не пришла помощь.
Лэнза прекратил стрельбу между 9:46 и 9:53 утра, выпустив от 50 до 100 пуль. Каждую из своих жертв он застрелил несколькими выстрелами. Как минимум один из учеников, шестилетний Ноа Познер, был убит 11 пулями. Преступник произвёл большинство выстрелов в двух классных комнатах первоклассников, неподалёку от центрального входа, застрелив четырнадцать детей в одном классе и шесть в другом. Жертвами стали восемь мальчиков и двенадцать девочек в возрасте от шести до семи лет, а также шесть женщин, работников школы. Лэнза покончил жизнь самоубийством, выстрелив себе в голову, заслышав звуки приближающейся полиции.

## Жертвы стрельбы

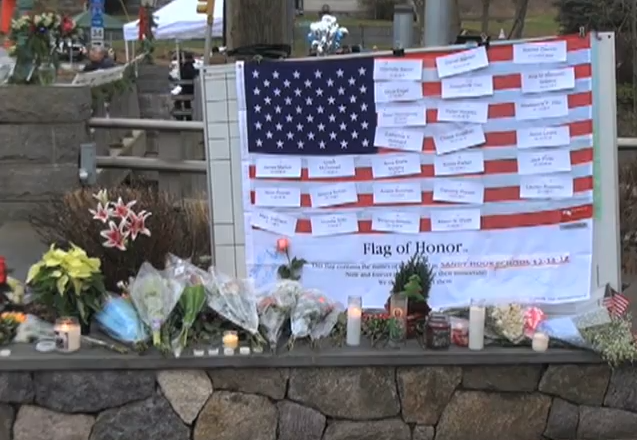
Цветы в Ньютауне в память о погибших

В школе были убиты 20 детей — 18 из них погибли на месте, а двое скончались позже в больнице, — и 6 взрослых — в их числе директор школы, штатный психолог, двое практикующих учителей и две помощницы учителей. Все погибшие (исключая самоубийцу) получили более одного огнестрельного ранения, как минимум одна жертва получила 11 огнестрельных ранений. Большинство погибших было застрелено с близкого расстояния двумя—тремя выстрелами в лицо. По предварительным данным, все жертвы были убиты или ранены из полуавтоматической винтовки, а сам Лэнза застрелился из пистолета в голову.
Первой жертвой стала мать преступника — Нэнси Лэнза (Nancy Lanza), 52 года — убита дома, в своей постели, четырьмя выстрелами в голову из винтовки.
В школе были убиты:
Шесть взрослых
— все женщины:
1. Дон Хокспранг (Dawn Hochsprung), 47 лет — директор школы[50]. Хокспранг была директором школы начиная с 2010 года, 12 лет до этого работала в администрации школы. Местные СМИ сообщили, что она была замужем, имела двух дочерей и трёх падчериц. Погибла, набросившись на убийцу, пытаясь отобрать у него оружие[54][55].
2. Мэри Шерлак (Mary Sherlach), 56 лет — школьный психолог. Погибла, пытаясь остановить убийцу, выбежав на звуки выстрелов[54][56].
3. Лорен Руссо[57][58] (Lauren Rousseau), 30 лет — учительница. Погибла с четырнадцатью учениками в классе[59].
4. Виктория Сото[60] (Victoria Soto), 27 лет — учительница. Погибла, пытаясь спрятать своих учеников от убийцы в шкафу классной комнаты[61].
5. Рэйчел Дэвино[62] (Rachel D’Avino), 29 лет — помощница учителя. Погибла, защищая ученика от выстрелов[63].
6. Энн Мари Мёрфи (Anne Marie Murphy), 52 года — помощница учителя (учитель[64]). Погибла с шестилетним Диланом Хокли, которого пыталась защитить своим телом[65].

Двадцать детей: 8 мальчиков и 12 девочек:
1. Дэниэл Барден (Daniel Barden), 7 лет
2. Шарлотт Бэйкон (Charlotte Bacon), 6 лет
3. Джозефин Гэй (Josephine Gay), 7 лет
4. Чейс Ковалски (Chase Kowalski), 7 лет
5. Джесси Льюис (Jesse Lewis), 6 лет
6. Грейс МакДоннел (Grace McDonnell), 6 лет
7. Ана Маркес-Грин (Ana Marquez-Greene), 6 лет
8. Джеймс Маттиоли (James Mattioli), 6 лет
9. Эмили Паркер (Emilie Parker), 6 лет
10. Джек Пинто (Jack Pinto), 6 лет
11. Ноа Познер (Noah Pozner), 6 лет
12. Кэролайн Превиди (Caroline Previdi), 6 лет
13. Джессика Рикос (Jessica Rekos), 6 лет
14. Авиелл Ричман (Avielle Richman), 6 лет
15. Мэделин Сюй (Madeline Hsu), 6 лет
16. Элисон Уайатт (Allison Wyatt), 6 лет
17. Бенджамин Уилер (Benjamin Wheeler), 6 лет
18. Кэтрин Хаббард (Catherine Hubbard), 6 лет
19. Дилан Хокли (Dylan Hockley), 6 лет
20. Оливия Энгел (Olivia Engel), 6 лет

Преступник:
1. Нападавший Адам Лэнза (Adam Lanza), 20 лет, застрелился в одной из классных комнат после прибытия полиции.

Ранены:
1. Натали Хэммонд (Natalie Hammond), 40 лет — заместитель директора, учительница. Ранена в руку и ногу, пытаясь держать закрытой дверь в комнату.
2. Неназванная работница школы.

## Непосредственная реакция экстренных служб
В 9:35 полиция Ньютауна получила первый звонок о выстрелах в школе и начала направлять наряды полиции к месту происшествия. К 9:41 полиция штата Коннектикут получила уведомление и мобилизовала штурмовую группу SWAT, сапёров, кинологов и полицейский вертолёт.
Полиция оцепила здание школы и начала зачистку помещений и эвакуацию учащихся. Выстрелов представителями закона произведено не было.
К 10:00 госпиталь в близлежащем Дэнбёри собрал дополнительный медицинский персонал в ожидании поступления многочисленных пострадавших. В дальнейшем только трое раненых были доставлены в госпиталь, из них двое детей впоследствии скончались.

## Расследование
Тела погибших были вывезены из школы и официально опознаны ночью после происшествия. Бюро судебно-медицинской экспертизы Нью-Йорка выслало в помощь передвижной морг. Представитель полиции штата был приставлен к каждой из двадцати шести семей потерпевших для защиты от вторжения в их частную жизнь и для предоставления им информации из первых рук до опубликования пресс-релизов в прессе.
Из школы было изъято большое количество неиспользованных боеприпасов и три единицы полуавтоматического огнестрельного оружия, принесённые нападавшим: винтовка калибра .223 типа XM15-E2S производства Bushmaster, 10-мм пистолет Глок 20 SF и 9-мм пистолет SIG Sauer P226. Также в автомобиле Лэнзы было найдено ружьё Ижмаш Сайга-12 (12 gauge shotgun). Дома у Лэнзы был доступ к ещё трём единицам оружия: винтовкам Henry калибра .45, Enfield калибра .30, и Marlin калибра .22. Лэнза использовал винтовку Marlin для убийства матери, но с собой её не взял. Все единицы законно принадлежали матери Лэнзы, которая была поклонницей оружия.
По предварительным данным главного судебно-медицинского эксперта штата Уэйна Карвера (H. Wayne Carver), каждый убитый имел более одной огнестрельной раны от выстрелов из «длинноствольного оружия», как минимум один погибший — 11 огнестрельных ран. По заявлению полиции, Лэнза использовал винтовку Bushmaster типа AR-15. Согласно закону штата Коннектикут, двадцатилетнему Лэнзе было разрешено ношение длинноствольного оружия, но ещё не разрешались приобретение и ношение пистолетов (что разрешено после 21 года).
Следователи не нашли посмертной записки или информации, объясняющей причину атаки. Джэнет Робинсон (Janet Robinson), глава управления школ Ньютауна, заявила, что она не нашла связи между матерью Лэнзы и школой «Сэнди-Хук», в отличие от первоначальных публикаций в прессе, утверждающих, что она ранее там работала. Лэнза привёл в негодность жёсткий диск своего компьютера до нападения, что в дальнейшем не позволило следователям извлечь из него информацию.
Полиция также расследовала версию, что за день до происшествия Лэнза вступил в разногласие с четырьмя работниками школы и три из четырёх (директор, психолог, учительница) в дальнейшем стали жертвами его атаки. Полиция штата заявила, что они не получили подтверждения подобного разногласия.
Представители полиции первоначально заявили, что преступником был Райан Лэнза, брат Адама. Эта ошибка произошла из-за того, что на теле Адама были найдены документы на имя Райана Лэнзы. Райан Лэнза добровольно сдался властям и был опрошен полицией штатов Нью-Джерси (где он проживает) и Коннектикута, а также Федеральным бюро расследований. Согласно полиции, он не считался подозреваемым и не был помещён под стражу. Райан Лэнза объяснил, что не был в контакте с братом с 2010 года. Полиция штата Коннектикут выразила своё беспокойство о размещении дезинформации в социальных сетях и предупредила о потенциальном привлечении к ответственности лиц, уличённых в этом.
Согласно неназванным источникам, Лэнза пытался приобрести винтовку в магазине спортивного инвентаря за два дня до происшествия, но ему было отказано, после того как он не согласился пройти ожидательный срок и проверку истории личных данных. Позднее представитель сети этих магазинов опроверг эту историю, заявив: «в настоящее время заявления о том, что подозреваемый посетил один из наших магазинов на прошлой неделе, не подтверждены представителями закона». По сообщениям СМИ, работник магазина, сделавший изначальное заявление, увидел фотографию Лэнзы по телевизору и опознал его по ошибке, а на самом деле в магазин приходил другой человек.
Согласно заявлению полиции штата Коннектикут от 4 января 2013 года, расследование происшествия продолжается, новая информация будет опубликовываться на сайте Департамента экстренных служб и защиты общества (Department of Emergency Services & Public Protection) штата Коннектикут по мере появления.
В конце ноября 2013 года на сайте Request Rejected были опубликованы материалы официального расследования.
Собственное журналистское расследование провёл нью-йоркский журналист Мэттью Лишак — отец получившей широкую известность как журналистка, пишущая на криминальные темы, Хильды Лишак, опубликовавший по его результатам книгу «Ньютаун — американская трагедия», изданную в 2013 году

## Преступник

Адам Лэнза

Адам Питер Лэнза, 20 лет, проживал вдвоём с матерью Нэнси в её доме в Санди-Хук в восьми километрах от начальной школы. Адам не был судим и не имел проблем с правоохранительными органами.
Родители Лэнзы поженились в 1981 году, но развелись в сентябре 2009 года. Нэнси жила на алименты мужа, высокооплачиваемого корпоративного работника, что позволяло ей не работать и заниматься с Адамом.
Согласно свояченице Нэнси, мать Адама держала дома не менее дюжины единиц огнестрельного оружия и часто водила своих сыновей на стрельбы в тир.
Адам Лэнза родился 22 апреля 1992 года в Эксетер, Нью-Гэмпшир, США. Он был вторым ребёнком в семье и имел старшего брата — Райана (1988 г. р.). Короткое время обучался в начальной школе «Сэнди-Хук». В дальнейшем посещал St. Rose of Lima Catholic School в Ньютауне и Newtown High School, в которой учился с отличием. По словам его тёти, Марши Лэнза, мать Адама забрала его из школы в десятом классе и он закончил школьную программу на дому. Впоследствии он временно обучался в Университете Западного Коннектикута в 2008—2009 годах.
Одноклассники и учителя описывали Лэнзу как «умного, но нервного и беспокойного». Он избегал общения, чувствовал себя неуверенно среди других и не имел близких друзей.
Согласно брату Адама, подозревалось, что Адам страдал мягким аутизмом и некоторой формой расстройства личности. Согласно представителю полиции и друзьям Нэнси, Адаму был поставлен диагноз синдрома Аспергера. Люди, страдающие этим синдромом, нередко обладают высоким интеллектом, но имеют слаборазвитые социальные способности.
Согласно свидетельству Раса Ханомана (Russ Hanoman), близкого друга семьи Лэнза, Адам был веганом.

## Траур
Президент США Барак Обама выступил с обращением и объявил четырёхдневный национальный траур.
Глава американской администрации распорядился приспустить национальные флаги на всех правительственных зданиях, военных базах и зарубежных представительствах США «до захода солнца 18 декабря». По решению спикера палаты представителей Джона Бейнера, были приспущены американские флаги на здании Конгресса.
Президент Обама, заявляя о данном нападении в Белом доме, делал паузы и несколько раз вытирал слёзы.

## Реакция

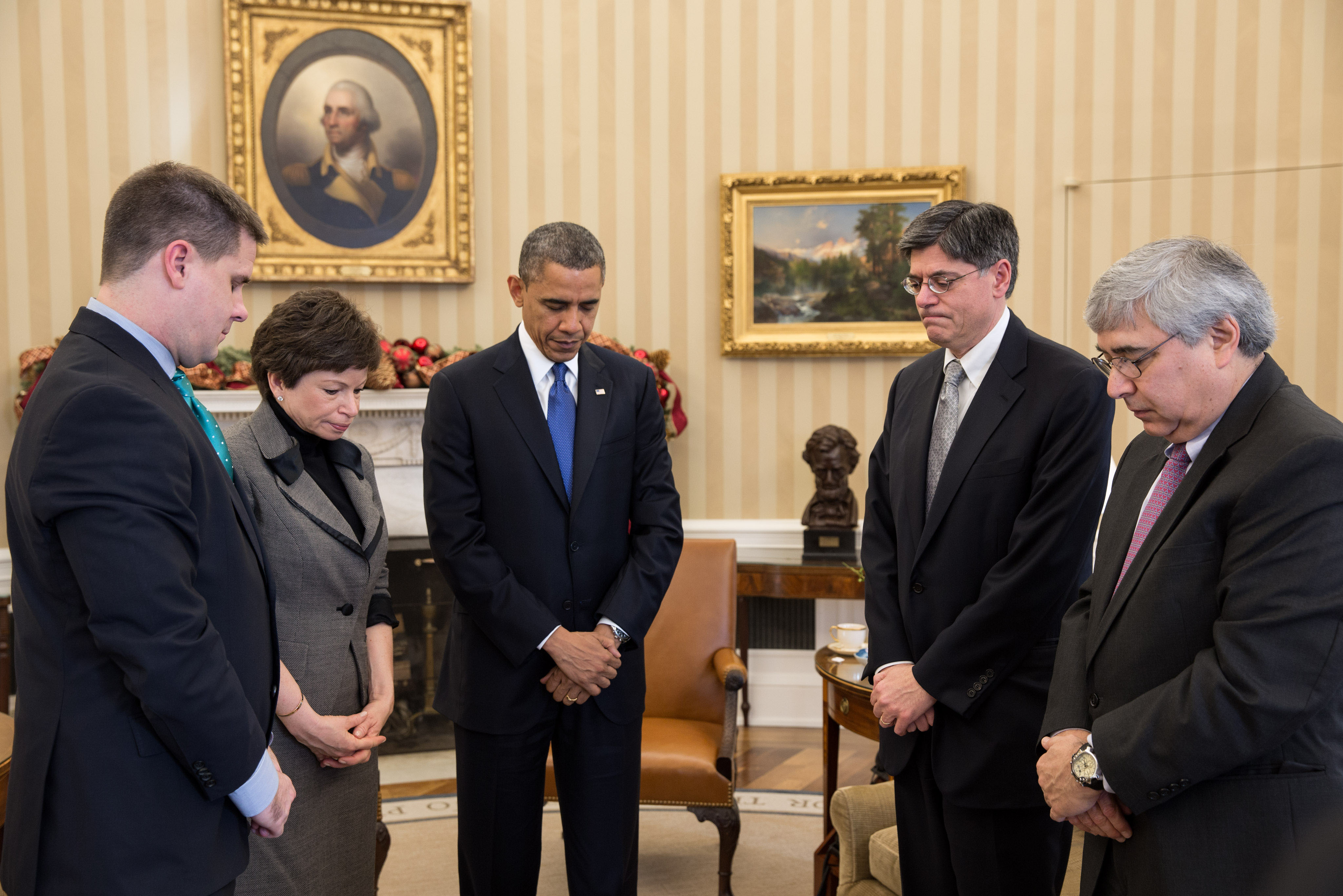
Минута молчания в Белом Доме в 9:30 утра 21 декабря в память о жертвах убийства в школе Сэнди-Хук

Уже в первые два дня представители (или главы государства) следующих стран выразили соболезнования: Австралии, Азербайджана, Ватикана, Великобритании, Ирана, Израиля, Испании, Канады, Китая, Польши, Франции, Литвы, Малайзии, Мексики, Молдавии, России, Казахстана, Туркмении, Турции, Филиппин, Швейцарии, Японии.
К посольству США в Москве были принесены многочисленные цветы, игрушки и свечи.

## Последствия
18 декабря 2012 года компания «Cerberus Capital Management» объявила о намерении продать подконтрольный ей концерн «Freedom Group», производящий стрелковое оружие, в том числе винтовки Bushmaster AR-15, которую использовал стрелок в школе. Оружейные магазины США отметили, что после бойни спрос на винтовки данного типа значительно повысился в связи с опасением на ограничения по продаже оружия.
Национальная стрелковая ассоциация США, представляющая интересы сторонников свободного обращения стрелкового оружия, выступила с предложением введения института вооружённых охранников в американских школах, однако президент Обама скептически отнёсся к данному предложению.

## Судебные тяжбы
Джеймс Фетцер
16 октября 2019 года суд штата Висконсин обязал конспиролога Джеймса Фетцера выплатить $450 тыс. в пользу одного из родителей погибших школьников — Леонарда Познера за распространение мнения о том, что стрельба была вымыслом, в том числе и том, что имена погибших детей также были вымышленными, а свидетельства о рождении — подложными.
Алекс Джонс
5 августа 2022 года суд обязал конспиролога Алекса Джонса к выплате $49,3 млн штрафных санкций за распространение вымыслов о стрельбе в Сэнди-Хук. Днём ранее судом была назначена выплата ущерба в размере $4,1 млн.
12 октября 2022 суд обязал Джонса выплатить $965 млн возмещения ущерба девяти другим семьям пострадавшим. Кроме того, агент ФБР, расследовавший убийство в Сэнди-Хук, требует возмещения ущерба репутации на сумму $550 млн.